# Barbella angustifolia
Barbella angustifolia är en bladmossart som beskrevs av Brotherus och Hirendra Chandra Gangulee 1976. Barbella angustifolia ingår i släktet Barbella och familjen Meteoriaceae. Inga underarter finns listade i Catalogue of Life.